# Juri Dmitrijewitsch Wardimiadi
Juri Dmitrijewitsch Wardimiadi (russisch Юрий Дмитриевич Вардимиади; * 1925 in Dranda, Abchasische SSR; † 7. Juni 1956) war ein sowjetischer Fußballspieler.

## Leben und Karriere
Juri Wardimiadi wurde in der Ortschaft Dranda im heutigen Abchasien geboren. Er entstammt der griechischen Minderheit in der Region und ist der Bruder von Nikolai und Iwan Wardimiadi, die beide ebenfalls Fußballspieler waren. 
Mit dem professionellen Fußball begann er bei Dinamo Suchum, wo in den 1940er-Jahren unter anderem auch Nikita Simonjan, Georgi Grammatikopulo, Walter Sanaja, Wladimir Marganija und Awtandil Gogoberidse ihre Karriere begannen. 1948 lief er erstmals für die erste Mannschaft seines Vereins auf. Auf der Webseite von Dinamo Suchum ist Wardimiadi heute als einer von neun „legendären Spielern“ des Vereins gelistet.
Ein Jahr später wechselte Wardimiadi zu Dynamo Leningrad in die höchste sowjetische Liga. 
1950 wurde er von Dinamo Tiflis verpflichtet, wo er den Rest seiner aktiven Fußballkarriere verbleiben sollte. Mit seinem neuen Verein wurde er 1951 und 1955 sowjetischer Vizemeister. Nach der Saison 1955 beendete er schließlich seine Karriere als aktiver Spieler und verstarb ein Jahr später.